# Jiangchuan Road
Jiangchuan Road is een station van de metro van Shanghai, gelegen in het district Minhang. Het station werd geopend op 30 december 2018 en is onderdeel van de zuidelijk verlenging van de hoofdlijn van lijn 5.
Het station is gelegen aan het kruispunt van Jiangchuan Road en Humin Road in de wijk Jiangchuanlu. Het is een station met twee zijperrons langs beide zijden van de twee sporen. De perrontoegang bevindt zich op het hoogste niveau van het station, omdat dit gedeelte van het traject van lijn 5 op een viaduct aangelegd is. Onderliggend is de stationshal met betaalautomaten, toegankelijk met vier ingangen op straatniveau. 
Ten noorden van dit station, tussen dit station en het station Dongchuan Road sluit de westelijke aftakking van Minhang Development Zone aan op de hoofdlijn. Ten zuiden van dit station loopt het traject van de hoofdlijn van lijn 5 over het onderste brugdek van de Second Minpu Bridge over de rivierbedding van de Huangpu Jiang.
Xinzhuang · Chunshen Road · Yindu Road · Zhuanqiao · Beiqiao · Jianchuan Road · Dongchuan Road · Jiangchuan Road · Xidu · Xiaotang · Fengpu Avenue · Huanchengdong Road · Wangyuan Road · Jinhai Lake · Fengxian Xincheng · zijtak: Dongchuan Road · Jinping Road · Huaning Road · Wenjing Road · Minhang Development Zone

Lijnen van de metro van Shanghai: 1 · 2 · 3 · 4 · 5 · 6 · 7 · 8 · 9 · 10 · 11 · 12 · 13 · 14 · 15 · 16 · 17 · 18 · Pujiang Line